# محافظة شنيانغ
محافظة سينانغ هي محافظة تقع في بيونغان الجنوبية، كوريا الشمالية.